# 류청신
류청신(柳淸臣: 미상 ~ 1329년 7월 21일(음력 6월 24일))은 고려의 외교가·통역관·무신이다. 본관은 고흥, 시호(諡號)는 영밀(英密)이다. 공민왕 때 시중을 지낸 류탁(柳濯: 1311년~1371년 8월 28일(음력 7월 18일))의 할아버지다.

## 이력
처음 이름은 류비(柳庇)다. 국가 제도상 부곡 사람은 비록 공적이 있어도 5품 이상 승진할 수 없었는데, 류청신은 어려서부터 영특하고 담력이 있었으며 몽골어를 배워 여러 차례 사신을 따라 원나라에서 응대를 잘했으며 이후 계속되는 활약으로 충렬왕의 신임을 받아 낭장(정6품)에 임명되었고, 이후 승진을 거듭해 여러 요직을 거쳐 고흥부원군에 봉해졌으며 왕의 특명으로 고향인 고이부곡을 고흥현으로 올려주었다.

## '간신' 평가 논란
《고려사》의 편찬자들은 그를 '간신'으로 평가했다. 그러나 현대 연구자들은 관련 기록을 분석하면서 이런 평가에 의문을 제기하고 있다. 이범직은 〈열전〉의 기록이 그가 〈간신전〉에 들어간 사실을 입증하려는 느낌을 보여준다고 말한다.

## 전기 자료
- 《고려사》 권125, 〈열전〉38, 류청신

## 관련 논저
- 이남복, 〈柳淸臣과 그 史料에 對하여; 高麗史 世家 記事와 그 列傳의 一檢討〉, 《역사와 경계(구 부산사학)》 9, 부산경남사학회, 1985년
- 이범직, 〈원 간섭기 立省論과 柳淸臣〉, 《역사교육》 81, 역사교육연구회, 2002년
- 박종기, 〈유청신: 신분 상승의 사다리에 올라탄 역관〉, 《고려 열전》, 휴머니스트, 2019년, 104~17면